# Donavia
Donavia (en ruso: Донавиа), anteriormente conocida como Aeroflot-Don (Аэрофлот-Дон) fue una aerolínea con base en Rostov del Don, Rusia. Ofrecía servicios regulares de vuelos de cabotaje e internacionales, como vuelos chárter de pasajeros y carga, la mayoría de estos hacia el Oriente Medio. Su base de operaciones era el Aeropuerto de Rostov del Don y el Aeropuerto de Moscú-Vnukovo. En la primavera de 2016, sus operaciones se fusionaron en una compañía hermana Rossiya.

## Historia
La aerolínea se fundó en 1925 como una división de Aeroflot llamada Líneas Aéreas del Don (Донские Авиалинии).
Antes de la Segunda Guerra Mundial, los destinos de la aerolínea se limitaban a Moscú, Bakú, Járkov y Tiflis. Cuando la compañía adquirió nuevos aviones se abrieron nuevas rutas hacia Grozny, en Chechenia y Mineralnye Vody, en el Caucaso.

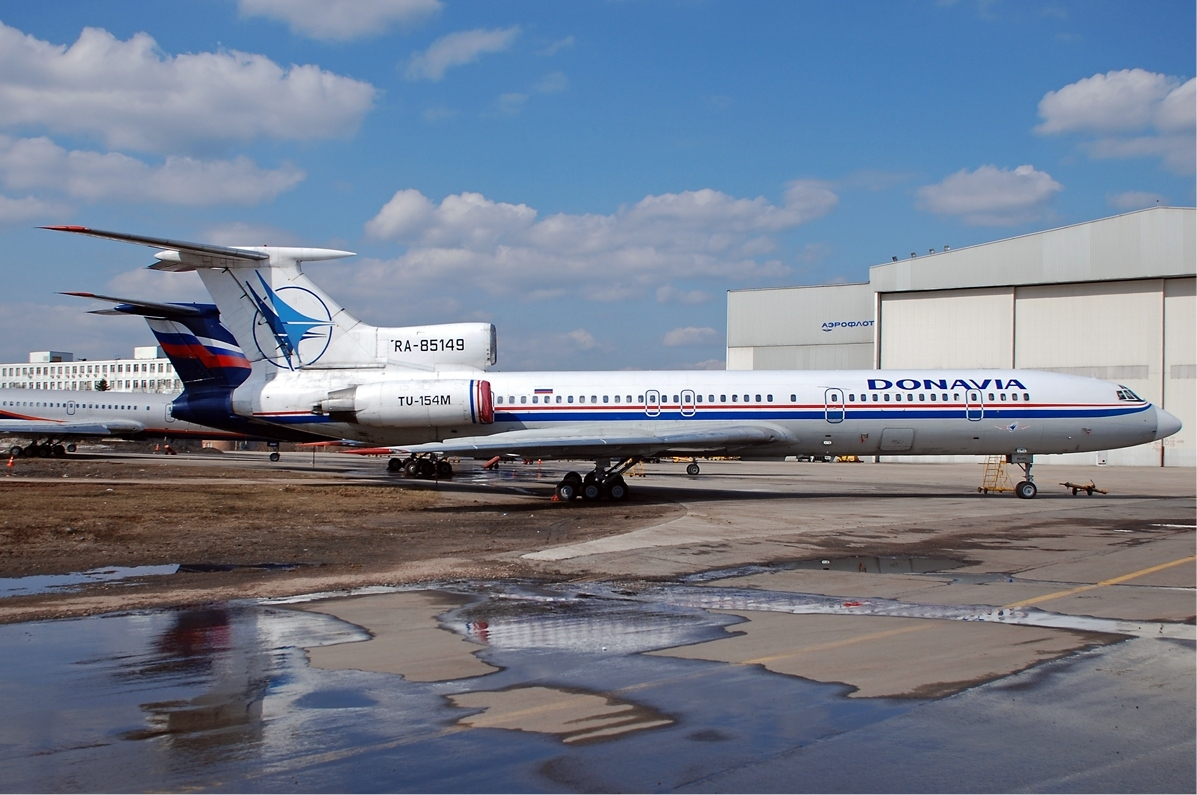
Tupolev Tu-154 de Donavia con los colores conmemorativos de su fundación en 1925.

Los pilotos de varias divisiones de Aeroflot fueron entrenados durante la Segunda Guerra Mundial para pilotar aviones militares, entre esas divisiones se encontraba la división del Don, de los 78 pilotos de esta división que lucharon en el conflicto, 8 recibieron la condecoración de Héroe de la Unión Soviética.
Luego de la guerra, el número de pasajeros que movía la aerolínea era mucho mayor. En 1963 la compañía se amplió, adquiriendo nuevos equipos y abriendo nuevas rutas, y en 1981, la aerolínea inauguró sus vuelos internacionales, abriendo nuevas rutas desde Sochi hacia Bratislava, Budapest y Praga. Hasta 1991 la aerolínea operó vuelos regulares hacia el Medio Oriente y Europa Occidental.

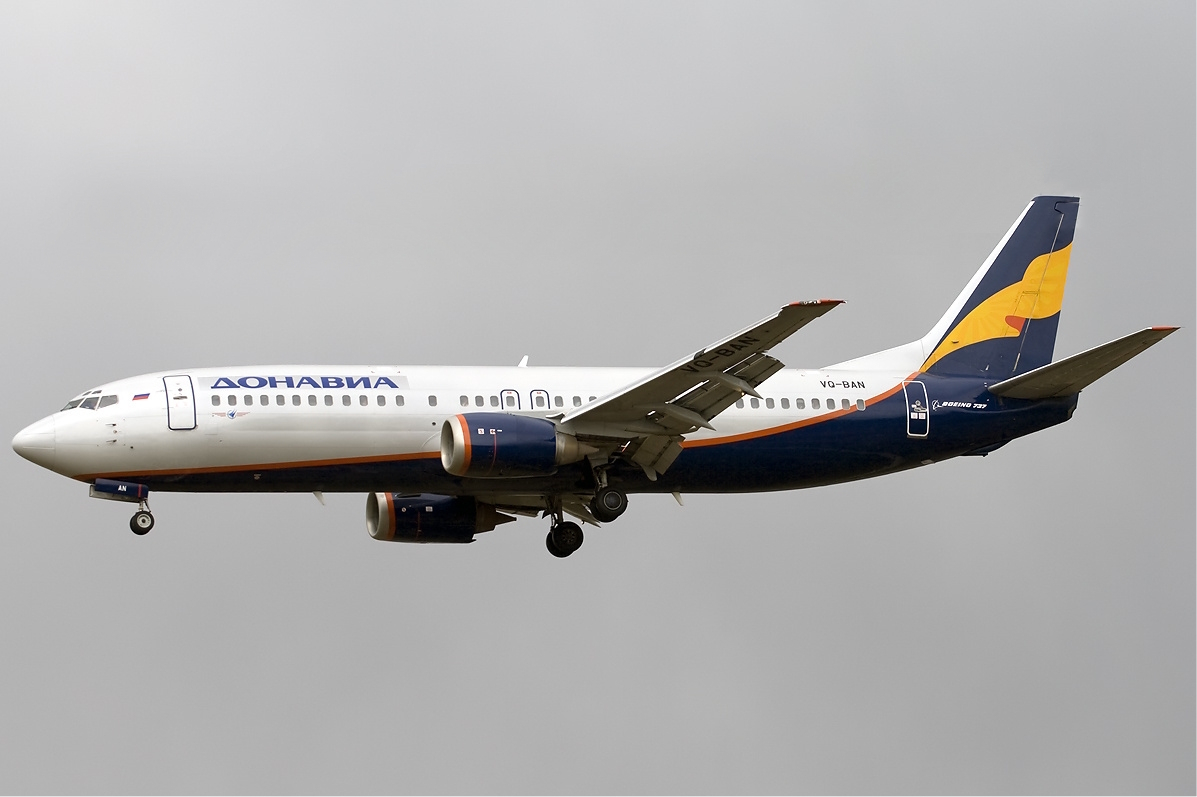
Boeing 737-400 con el esquema actual de la aerolínea.

En 1993 la aerolínea fue rebautizada como Aerolíneas del Don, y movió su base de operaciones a la antigua base aérea de Rostov del Don. A finales de la década de 1990, la aerolínea, que para ese momento tenía 100% capital privado, fue nuevamente adquirida por el estado para renovar su flota. En el 2000 fue rebautizada como Aeroflot-Don.
El 25 de septiembre de 2009, la administración de la aerolínea decidió devolverle su antiguo nombre a la compañía, Donavia. En ese mismo año, Donavia había transportado 1.210.300 pasajeros y realizado 11.979 vuelos regulares y chárter. La aerolínea ha transportado un 7,8% menos de pasajeros en 2010 por un descenso significativo del Ilyushin Il-86 en vuelos internacionales.
En el período de enero hasta junio de 2010, Donavia transportó a 643.800 pasajeros, lo que representa un crecimiento de 37% en comparación con el mismo período en 2009. En 2010 la aerolínea transportó 1.385.900 pasajeros, 14,5% más respecto a 2009.
En la primavera de 2016, sus operaciones se fusionaron en una compañía hermana Rossiya.

## Destinos
Armenia
- Gyumri-Aeropuerto Internacional de Shirak

- Ereván-Aeropuerto Internacional de Zvartnots

 Checoslovaquia
- Praga-Aeropuerto de Praga

 Egipto
- Hurgada-Aeropuerto Internacional de Hurghada

- Sharm el-Sheij-Aeropuerto Internacional de Sharm el-Sheij

 Alemania

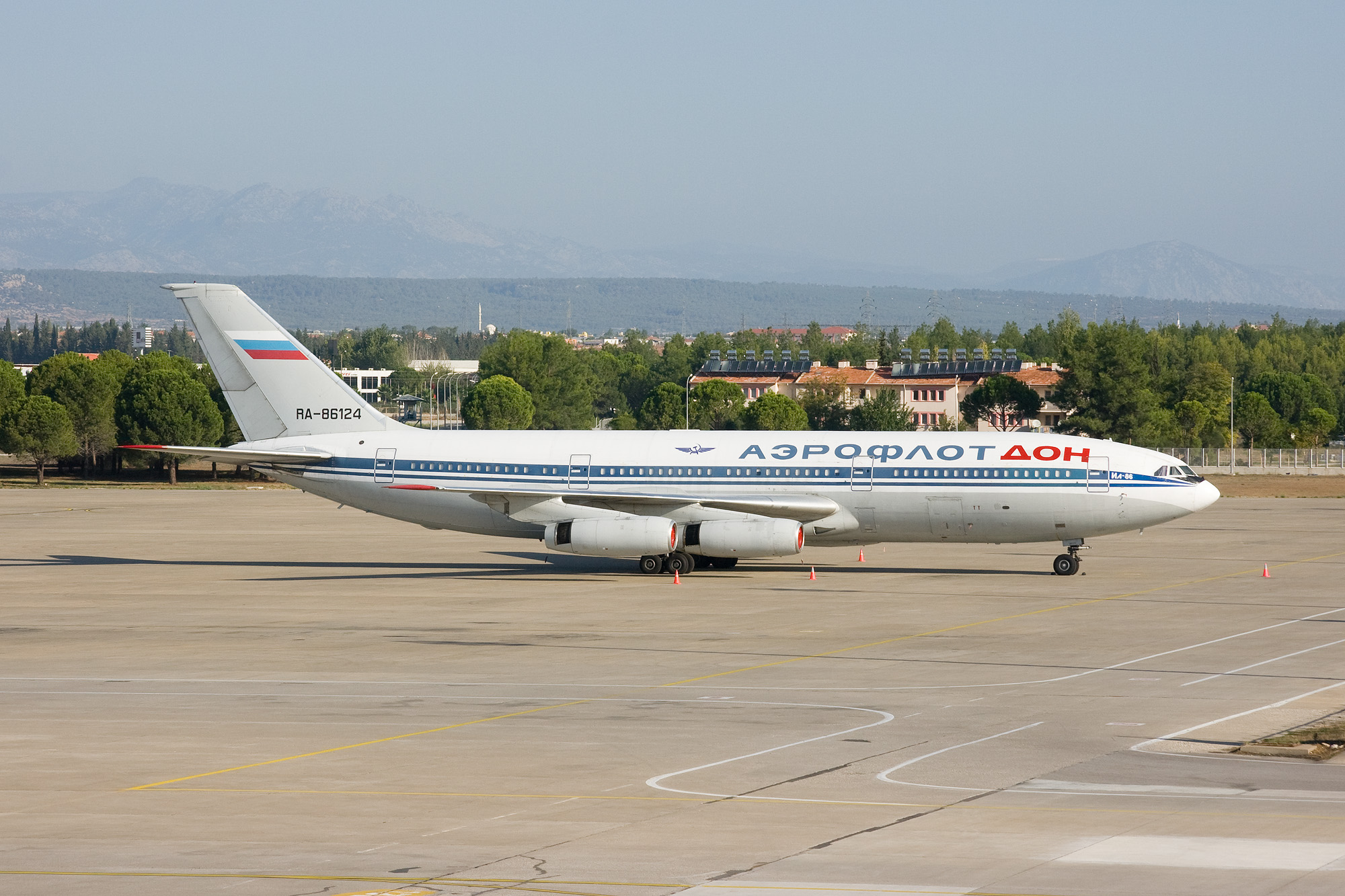
Il-86 con los colores de Aeroflot-Don

- Múnich-Aeropuerto Internacional de Múnich-Franz Josef Strauss

 Israel
- Tel Aviv-Aeropuerto Internacional Ben Gurión

 Kirguistán
- Biskek-Aeropuerto Internacional de Manas

 Portugal
- Lisboa-Aeropuerto de Lisboa

 Rusia
- Moscú

- - Aeropuerto Internacional de Moscú-Sheremetyevo

- - Aeropuerto Internacional de Moscú-Vnukovo

- Ekaterimburgo-Aeropuerto Internacional de Koltsovo

- Nizhnevartovsk-Aeropuerto de Nizhnevartovsk

- Novi Urengói-Aeropuerto de Novi Urengói

- Rostov del Don-Aeropuerto Internacional de Rostov del Don

- San Petersburgo-Aeropuerto Pulkovo

- Sochi-Aeropuerto Internacional de Sochi

- Vladikavkaz-Aeropuerto de Beslan

 Turquía
- Estambul-Aeropuerto Internacional Atatürk

 Emiratos Árabes Unidos
- Dubái-Aeropuerto Internacional de Dubái

 Uzbekistán
- Taskent-Aeropuerto Internacional de Taskent

## Flota

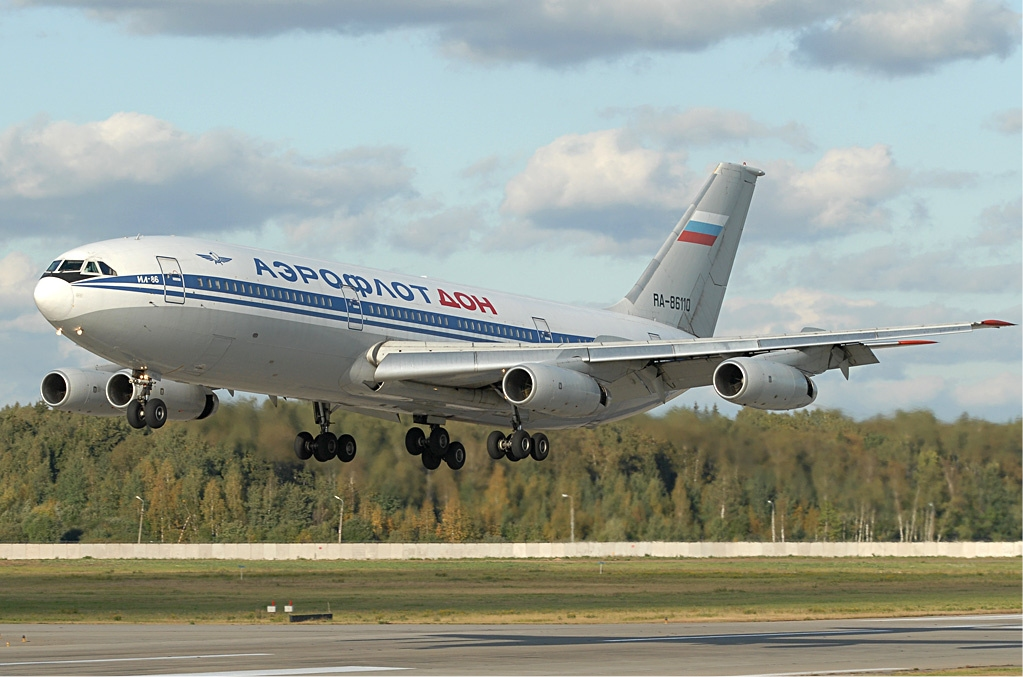
Il-86 de Aeroflot-Don

- 3 Boeing 737-400

- 7 Boeing 737-500

- 3 Tupolev Tu-154M(en venta)

### Órdenes
- 2 Boeing 757-200

### Flota Retirada
- Tupolev Tu-154B2

- Tupolev Tu-134A3

- Ilyushin Il-86

## Accidentes e incidentes
- El 14 de agosto de 2009, un vuelo chárter internacional que cubría la ruta Antalya-Moscú, operado por un Ilyushin Il-86, realizó un aterrizaje de emergencia en el Aeropuerto de Moscú-Sheremetyevo, después de que el motor N.º 4 explotase en pleno vuelo. El aterrizaje fue exitoso y no se reportaron heridos.